# تيكيت ماستر
تيكيت ماستر (بالإنجليزية: Ticketmaster)‏ شركة أمريكية لبيع التذاكر وتوزيعها، يقع مقرها في بيفرلي هيلز بولاية كاليفورنيا.

## وصلات خارجية
- الموقع الرسمي